# Вукица Вељовић
Вукица Вељовић (Улцињ, 7. јун 1957 – Нови Сад, 4. јун 1996) била је српска певачица популарна током 80-тих и 90-тих година 20.века. 

## Биографија
Вукица Вељовић рођена је 1957. године у Улцињу где је провела детињство и рану младост, а остатак живота у Новом Саду.
Због посла родитеља рођена је у Улцињу где је провела детињство а студирала је у Новом Саду. 

## Дискографија

#### Албуми
- Хајде да се љубимо (1994)
- Сузама, сузама (1995)
- Да патимо заједно (1997)
- Хитови Зорана Матића (уживо, 1997)